# Pissaladière

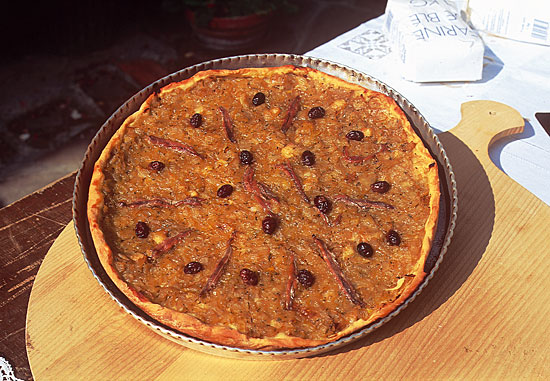
Pissaladière in runder Form

Die Pissaladière ist eine Art Zwiebelkuchen und eine Spezialität aus Nizza, die über die Stadt hinaus auch im südlichen Frankreich und in Italien verbreitet ist.
Auf einem Teig ähnlich wie bei Pizza wird neben Tomaten und in Scheiben geschnittenen Zwiebeln das sogenannte Pissalat, feinpürierte Sardellen, ausgestrichen, dazu kommt eine große Zahl schwarzer Oliven. Alternativ können auch ganze Sardellenfilets verwendet werden.
Die Pissaladière wird auf dem Markt und an vielen Ständen im Stadtgebiet täglich frisch hergestellt und verkauft. Sie kann warm oder kalt serviert werden.